# 解琼脂曲杆菌属
解琼脂曲杆菌属（学名：Agaribacter）也称嗜琼脂杆菌属或降琼脂杆菌属，是交替单胞菌科下的一属。此属的物种是革兰氏阴性、运动性或非运动性、需氧且嗜温的杆状细菌。此属的模式种是海水解琼脂曲杆菌（Agaribacter marinus）。

## 词源
“Agaribacter”一词由拉丁语“agarum”和“bacter”组成。“Agarum”表示琼脂；“bacter”表示杆。因此“Agaribacter”一词表示一种琼脂（降解）杆状菌，因为该属模式种能降解琼脂。

## 下属物种
本属包括以下物种：
- 黄色解琼脂曲杆菌 Agaribacter flavus Yu et al. 2018，也称黄色嗜琼脂杆菌
- 海水解琼脂曲杆菌 Agaribacter marinus Teramoto and Nishijima 2014，也称海洋琼脂杆菌

## 拓展阅读
- Teramoto, Maki; Nishijima, Miyuki. . International Journal of Systematic and Evolutionary Microbiology. 1 January 2014, 64 (7): 2416–2423. PMID 24763604. doi:10.1099/ijs.0.061150-0 .